# Corydoras armatus
Corydoras armatus är en fiskart som först beskrevs av Günther, 1868.  Corydoras armatus ingår i släktet Corydoras och familjen Callichthyidae. Inga underarter finns listade i Catalogue of Life.